# Archoprotus porteri
Archoprotus porteri är en stekelart som beskrevs av Juan Brèthes 1913. Archoprotus porteri ingår i släktet Archoprotus och familjen brokparasitsteklar. Inga underarter finns listade.